# تشخیص ویژگی
تشخیص ویژگی (به انگلیسی: Feature detection)، فرآیندی است که طی آن، دستگاه عصبی تحریکات دریافت‌شده حسی را غربال و تنظیم کرده و سازمان می‌دهد. به این ترتیب  نشانه‌های حسی مهم و هادی رفتار مانند شکل اشیاء در محیط از میان انبوه تحریکات حسی نامربوط در محیط مانند پس زمینه یا همهمه تصفیه می‌شوند.
تشخیص‌دهندگان ویژگی یا سلول‌های ویژگی‌یاب، سلول‌های منفرد یا مجموعه‌هایی از سلولهای عصبی در مغزند. وظیفه این تشخیص‌دهندگان، انتخاب و تبدیل تحریکات حسی مهم به پیامهای عصبی خاصی است که به ادراک منجر می‌شوند. این مسیر از عملکرد ساده گیرنده‌های حسی شروع شده و به تدریج در دستگاه عصبی شکل تخصصی به خود گرفته و تشخیص و نهایتاً درک پدیده‌ها را ممکن می‌سازد.
فرایند تشخیص ویژگی با توجه به حواس گوناگون مانند حس شنوایی در خفاش و حس بینایی در گربه تحت مطالعه است. سلول‌های خاصی در قشر بینایی وجود دارند که نسبت به خطوط لبه اشیاء حساسند. تشخیص این خطوط در تمیز  شکل از زمینه نقشی کلیدی دارد. برای مثال بعضی از سل‌ولهای حساس به خطوط لبه در قشر بینایی یک گربه ممکن است در صورت مشاهده یک خط عمودی یا افقی یا یک زاویه خاص شلیک کنند. به این ترتیب تشخیص ویژگی یک شیء شاید نتیجه فعال شدن مجموعه معینی از سلول‌های عصبی باشد. تشخیص لبه اشیاء برای دستگاه بینایی و تنظیم رفتار جانور با محیط بسیار مفید است. در حالی که یک پس‌زمینه بدون خطوط معین نقش مهمی ندارد.مورد دیگری از مطالعه بر اساس رفتار طبیعی وزغ در شکار حشرات انجام شده‌است. وزغ را در استوانه‌ای شیشه‌ای قرار داده و شکل‌ها، اندازه‌ها و جهت‌های مختلف حرکت طعمه‌نما را در میدان دید وزغ قرار می‌دهند و سپس با سنجش فعالیت سلول‌های ویژگی‌یاب و رفتار جسمی وزغ مانند جهش به سوی طعمه یا نادیده گرفتن یک شکل به عنوان طعمه، روند و مراکز تشخیص ویژگی در دستگاه عصبی وزغ را مطالعه کرده و سعی می‌کنند رفتار جانور را پیش‌بینی کنند.

## تشخیص نشانه حسی
برای مطالعه روند و دقت تشخیص  نشانه‌های حسی در فرد، پژوهشگران در یک سری آزمایش، به صورت حساب‌شده گاهی یک محرک ضعیف را معرفی کرده و از شخص تحت آزمایش می‌خواهند تا در صورت تشخیص نشانه که برای مثال می‌تواند نور یا صدای ضعیفی باشد، با فشاردن یک کلید معین گزارش دهد. در چنین وضعیتی چهار نوع گزارش محتمل است. ۱- نشانه معرفی شده و گزارش مثبت بوده‌است. ۲- نشانه معرفی شده و اما گزارش منفی بوده‌است. ۳- نشانه معرفی نشده و گزارش منفی بوده‌است. ۴- نشانه معرفی نشده و اما گزارش مثبت، یعنی جعل بوده‌است. تجزیه و تحلیل گزارشها در دو زمینه، اطلاعاتی در اختیار پژوهشگران می‌گذارد. یکی در مورد میزان دقت حسی شرکت‌کننده و دیگری تأثیر شک در اتخاذ تصمیماتش. تعین میزان دقت تشخیص نشانه‌های حسی یک فرد از جمله در سنجش اعتبار شهادت وی در یک پرونده قضایی کاربرد دارد. برای مثال اعتبار گزارش یک شاهد عینی از یک صحنه مه‌آلود، نه تنها به قوت بینایی بلکه بستگی به خصوصیات روانی شاهد از جمله میزان تأثیرپذیری وی از شک و تردید دارد.

### تشخیص و تصمیم
سلسله مراتب تشخیص نشانه‌ها و اتخاذ تصمیم و تجزیه و تحلیل روند آن، در سطوح بالاتری از پیچیدگی و آگاهی نیز همچنان دارای اعتبار و ارزش است. در زندگی عادی بسیاری از تصمیمات ما بر اساس اطلاعات ناقص گرفته می‌شوند. در عمل گاه تصمیمات ما درست نیستند. یک تصمیم غلط معمولاً  نتیجه دو عامل است. یکی تشخیص غلط و دیگری گرایش‌های شخصیتی فرد مانند باور به خوش‌شانسی یا برعکس. برای مثال یک پزشک ممکن است در تشخیص نشانه‌های یک بیماری دچار تردید شده و یا یک قاضی در تشخیص جرم یک متهم، اطمینان لازم نداشته باشد. توانایی تشخیص نشانه‌ها و مهار گرایش‌های شخصی امری است که از جمله به استعداد، آموزش و تجربه شخص بستگی دارد. اما در عین حال تصمیم نهایی تا حد زیادی تحت تأثیر مسئولیت شخص است. در عمل در آزمون‌های روان‌شناسی برای افزایش دقت و نیز مهار گرایش‌های شخصی شرکت‌کنندگان، از الگوهای سود و زیان استفاده می‌شود. به زبان ساده هر چه درصد پاسخ‌های صحیح شرکت‌کننده بیشتر باشد، پول بیشتری به او پرداخت شده و پاسخ‌های غلط، جریمه مالی به دنبال خواهند داشت. در زندگی عادی نیز معمولاً همین ضابطه قابل استفاده است و افزایش مسئولیت شخصی فرد در قبال تصمیماتش سبب افزایش دقت و مهار گرایش‌های شخصی وی خواهد شد.